# Estêvão José Carneiro da Cunha
Estêvão José Carneiro da Cunha (Recife, 1762 — Rio de Janeiro, 12 de outubro de 1832) foi um militar e político brasileiro, senador do Império do Brasil de 1826 a 1832. Foi membro da Junta governativa paraibana de 1821-1824 sendo presidente desta entre 2 de fevereiro de 1823 e 9 de abril de 1824.
Filho de João Carneiro da Cunha, sargento-mor da Vila de Igarassu; cunhado do revolucionário Amaro Gomes Coutinho.
Foi tenente-coronel comandante das tropas de linha da Paraíba quando da Revolução Pernambucana. Foi Cavaleiro da Ordem de São Bento de Aviz. 